# Afshan Azad
Afshan Azad (ur. 12 lutego 1988 w Manchesterze) – brytyjska aktorka bangladeskiego pochodzenia.
Uczyła się w Xaverian College, zdawała tam egzaminy z biologii, chemii i angielskiego.
Zadebiutowała w filmie „Harry Potter i Czara Ognia” (2005) jako odtwórczyni roli Padmy Patil, partnerki Rona na balu bożonarodzeniowym.

## Życie prywatne
Ma trzech braci. Jest muzułmanką.

## Wybrana filmografia
- 2010: Harry Potter i Insygnia Śmierci: Część I (Harry Potter and the Deathly Hallows Part 1) jako Padma Patil
- 2007: Harry Potter i Zakon Feniksa (Harry Potter and the Order of the Phoenix) jako Padma Patil
- 2005: Harry Potter i Czara Ognia (Harry Potter and the Goblet of Fire) jako Padma Patil